# Laccophilinae
Laccophilinae (лат.) — подсемейство плавунцов.

## Описание
Жуки с уплощенным телом. Щиток скрыт под переднеспинкой. Лапки задних ног с одним коготком. На апиковентральном крае яйцеклада имеются с крупные зубчики.

## Классификация
В мировой фауне около 380 видов, из них 255 видов относится к роду Laccophilus. Родственным подсемейством является Hydroporinae. Подсемейство разделяют на 2 трибы и 13 родов:
- Agabetini
  - Agabetes Crotch, 1873
- Laccophilini
  - Africophilus Guignot, 1947
  - Australphilus Watts, 1978
  - Japanolaccophilus Sato, 1972
  - Laccodytes Regimbart, 1895
  - Laccophilus Leach, 1815
  - Laccoporus I.Balfour-Browne, 1939
  - Laccosternus Brancucci, 1983
  - Napodytes Steiner, 1981
  - Neptosternus Sharp, 1882
  - Philaccolilus Guignot, 1937
  - Philaccolus Guignot, 1937
  - Philodytes J.Balfour-Browne, 1939